# Ян Покорович
Ян Покорович (? — 10 листопада 1645) — львівський архітектор доби Ренесансу. Син львівського архітектора-італійця Адама Покори (Адама де Лярто).

## Біографія
Брав участь у будівництві шпиталю св. Лазаря, від 1620 року, разом із фундатором та будівничим шпиталю Амвросієм Прихильним став його провізором (опікуном). Із фрагментарних біографічних звісток відомо, що 1641 року представляв львівських єзуїтів у судовій справі. Успадкував по батькові будинок на вулиці Зарванській (нині будинок на вулиці Староєврейській, 26). Мав чотирьох доньок. Найстарша — Анна вийшла заміж за архітектора Стефана Піяменса, Реґіна — за скульптора Стефана Осовського, Катерина — за золотаря Войцеха Міку. Наймолодша донька — Аґнеса стала черницею ордену бенедиктинок (львівського монастиря бенедиктинок).
Роботи
- Відбудова після пожежі 1623 року львівського монастиря бенедиктинок (завершено до 1627).
- Брав участь у будівництві шпиталю св. Лазаря.
- Участь у будівництві резиденції архієпископів на площі Ринок, 9.
- 1626 року спільно з Войцехом Капіносом молодшим працював при спорудженні оборонної вежі біля костелу Марії Сніжної у Львові. 1638 року в документах згадується як «munitionis cyitatis geometra» (геометр міських укріплень).[2]
- Ймовірно, автор первинного проекту костелу монастиря кармелітів босих у Львові, спорудження якого почалось 1634 року і тривало довго після смерті Покоровича[3].
- Крамниця, прибудована до ратуші на площі Ринок у Львові (1637)[4].
- 1642 року провадив нез'ясовані будівельні роботи в Комарному. Тадеуш Маньковський приписував Покоровичу авторство місцевого костелу. Думка набула певного поширення в літературі. Це твердження спростував Єжи Петрус, довівши, що проектантом костелу був Войцех Капінос молодший. У свою чергу він припустив, що робота Покоровича могла стосуватись комарненської резиденції Остророгів.[1]